# Малайзія на літніх Олімпійських іграх 2024
Малайзія брала участь у літніх Олімпійських іграх 2024 в Парижі, які тривали з 26 липня по 11 серпня 2024 року. Країна бере участь в Олімпійських іграх з 1956 року, коли брала участь під назвою «Малая», крім літніх Олімпійських іграх 1980 року, приєднавшись до їх бойкоту.
Малайзія завершила виступи в Парижі із двома бронзовими медалями в бадмінтоні: чоловіча пара Аарон Чіа та Со Уй Їк зберегли титул бронзових медалістів, вперше здобутий ними у 2021 році, а Лі Цзі Цзя здобув ще одну бронзову медаль у чоловічому одиночному розряді. Дві бронзові медалі стали найменш успішним результатом для країни з 2008 року. Крім того, це стало повторенням результатів країни в 1992 році, коли Малайзія завоювала лише бронзові медалі, не здобувши срібну та золоту. Після повернення з Парижа країна продовжує очікувати здобуття своєї першої олімпійської золотої медалі. Малайзія посіла 80 місце в загальному медальному рейтингу, що стало найгіршим місцем країни за всю історію Олімпійських ігор.
Крім цього, Малайзію трохи не дотягнуло до подіуму в бадмінтоні, важкій атлетиці та велоспорті. У бадмінтоні жіноча пара Перлі Тан і Тхінаа Муралітхаран зазнала поразки від Намі Мацуяма і Тіхару Сіда з Японії в матчі за бронзову медаль, Анік Касдан з мінімальною відривом поступився Гемптону Моррісу із США у важкій атлетиці серед чоловіків у ваговій категорії до 61 кг з різницею лише в 1 кг, а у велоспорті Мухаммад Шах Фірдаус Сахром посідав третє місце перед останнім колом фінального заїзду на змаганнях кейрін серед чоловіків, проте потрапив в аварію, де зробив наїзд на Сіндзі Накано з Японії.

## Передумови
12 березня 2023 року міністр молоді та спорту Малайзії Ханна Єо Цеу Суан оголосила про призначення президента Футбольної асоціації Малайзії Хамідіна Аміна головою делегації країни на Олімпійських іграх, а його заступником стала легенда сквошу Ніколь Девід. Міністерство молоді та спорту також запустило програму «Шлях до золота», щоб підтримати національну збірну в боротьбі за поки що недосяжну для країни золоту олімпійську медаль.
23 червня 2024 року, у зв'язку з Олімпійським днем, Національний олімпійський комітет Малайзії оприлюднив новий дизайн офіційного одягу делегації з тигровими смугами, наданий компанією «Yonex-Sunrise». Але після неоднозначної реакції громадськості та критики в Інтернеті дизайн одягу було переглянуто, і 2 липня 2024 року було представлено нову версію костюму з яскравішими тигровими смугами.
1 липня 2024 року Національний олімпійський комітет Малайзії вибрав стрибуна у воду Бертрана Родікта Лайсеса та вітрильницю Нур Шазрін Мохамад Латіф як прапороносців на церемонії відкриття літніх Олімпійських ігор 2024 року. У Параді Націй під час церемонії відкриття малайзійська делегація була представлена 10 учасниками, з них 4 офіційні особи та 6 спортсменів. Усі учасники параду сіли на борт яхти «Jean-Sébastien Mouche» з делегаціями Малаві та Мальдівських островів, який плив по річці Сена. Члени делегації Малайзії були одягнені в традиційні костюми, розроблені Різманом Рузаїні, під назвою «Малайя», з оливково-зеленою кольоровою гамою та мотивами золотих сонгкетів, які символізували їх прагнення до золотої медалі.

## Спортсмени
Малайзію на Олімпійських іграх 2024 року представляли 26 спортсменів — 13 чоловіків та 13 жінок.

## Виступи на змаганнях

### Стрільба з лука
Малайзійські лучниці забезпечили собі місце за квотою в індивідуальних змаганнях жінок на азійському континентальному кваліфікаційному турнірі 2023 року в столиці Таїланду Бангкоку. Малайзія також вперше кваліфікувалася на жіночий командний турнір на фінальному олімпійському відбірковому турнірі 2024 року в Анталії, таким чином також зареєструвавши ще 2 лучниць у жіночому індивідуальному турнірі. Однак це також стало першим випадком, коли Малайзія не мала представників чоловічої статі у стрільбі з лука від Олімпійських ігор 2008 року в Пекіні, оскільки всі малайзійські лучники-чоловіки вибули в перших раундах останнього кваліфікаційного турніру.
В індивідуальному жіночому турнірі Малайзію представляли 3 спортсменки. С'якієра Машаїх у рейтинговому раунді зайняла 14-те місце. У 1/32 фіналу малайзійська лучниця пройшла Александру Мірча з Молдови, проте в наступному раунді поступилася бразильській спортсменці Ані Луїзі Каетано. Аріана Заїрі в рейтинговому раунді посіла 50-те місце. У 1/32 фіналу малайзійська лучниця поступилася італійській лучниці К'ярі Ребальяті. Нурул Фазіль у рейтинговому раунді зайняла 60-те місце. У 1/32 фіналу малайзійська спортсменка поступилася турецькій лучниці Еліф Ґьоккір.
У командних змаганнях Малайзію також представляли С'якієра Машаїх, Аріана Заїрі та Нурул Фазіль. У рейтинговому раунді малайзійська команда з 1918 очками посіла 10-те місце. У попередньому раунді малайзійська збірна поступилась збірній Індонезії, та вибула із змагань.

### Легка атлетика
Малайзійський спринтер Мухд Азім Фахмі кваліфікувався на Олімпійські ігри за універсальною квотою на змагання з бігу на 100 метрів серед чоловіків. У першому попередньому забігу він з результатом 10,42 с посів 2-ге місце, а в другому попередньому забігу з результатом 10,45 с він зайняв лише 9-те місце, та не пройшов до наступного етапу.

### Бадмінтон
У змаганнях з бадмінтону Малайзію представляли 8 спортсменів.
В одиночному розряді серед чоловіків країну представляв Лі Цзі Цзя. У груповому турнірі він переграв іспанця Пабло Абіана та шріланкійця Вірена Неттасінгхе. У подальших змаганнях малайзійський бадмінтоніст обіграв французького спортсмена Тому Жуньйора Попова, данця Андерса Антонсена, а в півфіналі поступився тайському спортсмену Кунлавуту Вітідсарну. У матчі за третє місце Лі Цзі Цзя переміг індійського бадмінтоніста Лакш'я Сена, та здобув бронзову медаль.
У чоловічому парному розряді Малайзію представляли Аарон Чіа та Со Уй Їк. У груповому турнірі малайзійці обіграли британський дует Бен Лейн і Шон Венді, та канадську пару Адам Донґ і Ніл Якура, проте поступилися китайському дуету Лян Вейкен і Ван Чан, та з другого місця вийшли до чвертьфіналу. У чвертьфіналі малайзійські бадмінтоністи обіграли індійський дует Сатвіксайрадж Ранкіредді і Чіраг Шетті, проте у півфіналі вдруне поступилися китайським бадмінтоністам Ляну Вейкену і Ван Чану. У матчі за третє місце малайзійські бадмінтоністи обіграли данський дует Кім Аструп і Андерс Расмуссен, та здобули бронзові медалі.
У жіночому одиночному розряді країну представляла Го Цзінь Вей. У груповому турнірі малайзійська бадмінтоністка обіграла представницю ПАР Йоганіту Шольц, проте поступилася південнокорейській спортсменці Кім Ка Ин, та вибула з подальшої боротьби.
У жіночому парному розряді Малайзію представляли Перлі Тан і Тхінаа Муралітхаран. У груповому турнірі малайзійські бадмінтоністки обіграли японський дует Маю Мацумото і Вакана Наґахара, та індонезійську пару Апріяні Рахаю і Сіті Фадія Сілва Рамадганті, проте поступилися китайському дуету Чень Цинчень і Цзя Іфань, та з другого місця вийшли до чвертьфіналу. У чветьфіналі малайзійки обіграли південнокорейський дует Кім Со Йон і Кон Хі Йон, проте у півфіналі знову поступилися китайським спортсменкам Чень Цинчень і Цзя Іфань. У матчі за третє місце малайзійки поступилися японському дуету Намі Мацуяма і Тіхару Сіда, та зайняли четверте місце.
У змішаному парному розряді країну представляли Чень Танцзє і Ду Івей. У груповому турніри вони обіграли дуети Фен Яньчже і Гуан Дунпін з Китаю, Террі Хі і Джессіка Тан із Сінгапуру, та американський дует Вінсон Чіу і Дженні Гай, проте у чвертьфіналі поступилися південнокорейському дуету Кім Вон Хо і Чон На Ин, та вибули з подальшої боротьби.

### Велоспорт

#### Шосейні гонки
Малайзійська велогонщиця забезпечила собі місце на олімпійських змаганнях у жіночих шосейних гонках на чемпіонаті Азії 2023 року в таїландському місті Районг. На змаганнях у жіночій груповій шосейній гонці взяла участь Нур Айсія Мохамад Зубір, проте вона не фінішувала.

#### Трекові гонки
Після оприлюднення остаточного олімпійського рейтингу міжнародної федерації велоспорту Малайзія заявила 3 спортсменів для змагань у чоловічому спринті, чоловічому кейріні, жіночому спринті та жіночому кейріні.
У чоловічому спринті країну представляли Азізулхасні Аванг і Мухаммад Шах Фірдаус Сахром. Азізулхасні Аванг вийшов до 1/8 фіналу, де поступився нідерландському велогонщику Джефрі Гогланду, а у втішному заїзді поступився польському велогонщику Матеушу Рудику. Мухаммад Шах Фірдаус Сахром у 1/32 фіналу поступився ізраїльському спортсмену Михайлу Яковлєву, а у втішному заїзді поступився Васіліюсу Ленделу з Литви.
У жіночому спринті Малайзію представляла Нуруль Ізза Іззаті Мохд Асрі. В 1/32 фіналу малайзійська велосипедистка поступилася британці Софі Кейпвелл, а у втішному заїзді програла канадці Лоріан Дженест, та вибула з подальших змагань.
У кейріні серед чоловіків країну представляли Азізулхасні Аванг і Мухаммад Шах Фірдаус Сахром. Азізулхасні Аванг був дискваліфікований після першого заїзду. Мухаммад Шах Фірдаус Сахром вийшов до фіналу, де посідав третє місце перед останнім колом фінального заїзду, проте потрапив в аварію, де зробив наїзд на Сіндзі Накано з Японії, та був дискваліфікований.
У жіночому кейріні Малайзію представляла Нуруль Ізза Іззаті Мохд Асрі. У попередньому заїзді вона зайняла 4-те місце, та вибула з подальшої боротьби.

### Стрибки у воду
Малайзійський стрибун у воду Бертран Родікт Лайсес забезпечив собі місце в індивідуальних змаганнях у стрибках з вишки серед чоловіків завдяки проходженню до дванадцятки кращих спортсменів на чемпіонаті світу 2023 року у Фукуоці. 28 червня 2024 року Малайзія отримала невикористану квоту на місце на змагання іншими країнами. Після цього стрибунка у воду Нур Дабіта Сабрі отримала місце на змаганнях у стрибках з 3-метрового трампліна серед жінок.
На змаганнях із стрибків із 10-метрої вишки серед чоловіків Бертран Родікт Лайсес зайняв 25-те місце у кваліфікації, та не потрапив до фінального турніру. На змаганнях у стрибках з 3-метрового трампліна серед жінок Нур Дабіта Сабрі у фінальному турнірі зайняла 12-те місце.

### Гольф
Малайзія отримала 2 місця на олімпійський турнір гольфістів. Представник країни на Олімпіаді в Токіо Гевін Грін та Ешлі Лау кваліфікувалися безпосередньо на ігри в індивідуальних змаганнях зі своїх власних позицій у світовому рейтингу міжнародної федерації гольфу. У чоловічому турнірі Гевін Грін зайняв 33-тє місце, а в жіночому турнірі Ешлі Лау зайняла підсумкове 55-те місце.

### Вітрильний спорт
Малайзійські вітрильники забезпечили собі місце на олімпійських змаганнях у класі «Лазер Радіал» серед жінок, вигравши змагання на Азійських іграх 2022 року в Ханьчжоу, і в змаганнях у класі «Лазер» серед чоловіків на регаті «Semaine Olympique Française» (регата «Останній шанс») у французькому місті Єр. У змаганнях у класі «Лазер» серед чоловіків Хайрулнізам Мохд Афенді зайняв у підсумковому заліку 32-ге місце. У змаганнях у класі «Лазер Радіал» серед жінок Нур Шазрін Мохамад Латіф зайняла підсумкове 35-те місце.

### Кульова стрільба
Малайзійський стрілець отримав місце на олімпійські змагання за результатами чемпіонатів світу 2022 і 2023 років, чемпіонатів Азії 2023 і 2024 років і всесвітнього олімпійського кваліфікаційного турніру 2024 року. На змаганнях із стрільби з пневматичної гвинтівки з 10 метрів серед чоловіків Джонатан Вонг зайняв 26-те місце у кваліфікації, та не вийшов до фіналу.

### Плавання
Двоє малазійських плавців кваліфікувалися на Олімпійські ігри за універсальною квотою. На змаганнях з плавання на 400 метрів вільним стилем серед чоловіків Кхіє Хо Єн з результатом 3 хв і 51,66 сек зайняв лише 27-ме місце у попередньому запливі, та не потрапив до фінального запливу. На змаганнях з плавання на 100 метрів брасом серед жінок Руксен Тан з результатом 1 хв і 12,50 сек зайняла лише 33-тє місце у попередньому запливі, та не потрапила до фінального запливу.

### Важка атлетика
Малайзія отримала одне місце у важкій атлетиці на олімпійські змагання. У змаганнях виступив Анік Касдан у категорії до 61 кг серед чоловіків, який забезпечив собі одне з 10 найкращих місць у своїй ваговій категоріїх на основі олімпійського кваліфікаційного рейтингу світової важкоатлетичної федерації; таким чином знову забезпечив участь країни в олімпійських змаганнях після її останньої участі в змаганнях у важкій атлетиці у 2016 році. на змаганнях малайзійський важкоатлет із результатом 130 кг у ривку і 167 кг у поштовху, та загальним результатом 297 кг зайняв у підмумку 4-те місце, лише на 1 кг відставши від третього місця.